# Апп'яно Пайретс
Хокейний клуб «Апп'яно Пайретс» (італ. Hockey Club Eppan-Appiano) — хокейний клуб з муніципалітету Апп'яно-сулла-Страда-дель-Віно, Італія. Заснований у 1981 році. Виступає в Серії А. Домашні матчі проводить на «Естадіо Апп'яно».

## Історія
ХК «Апп'яно Пайретс» заснований 13 березня 1981 року. У 1986 році побудований критий льодовий стадіон «Естадіо Апп'яно» (вміщує 1 500 глядачів).
HC «Апп'яно Пайретс» влітку 2009 став фарм-клубом клубу Серії А «Больцано». Співпраця між клубами тривала до З вересня 2011 року, коли фарм-клубом «Больцано» став ХК «Перджине».

## Відомі гравці
- Ян Алстон
- Клаус Гофер
- Еван Марбл
- Тоні Туццоліно

## Галерея

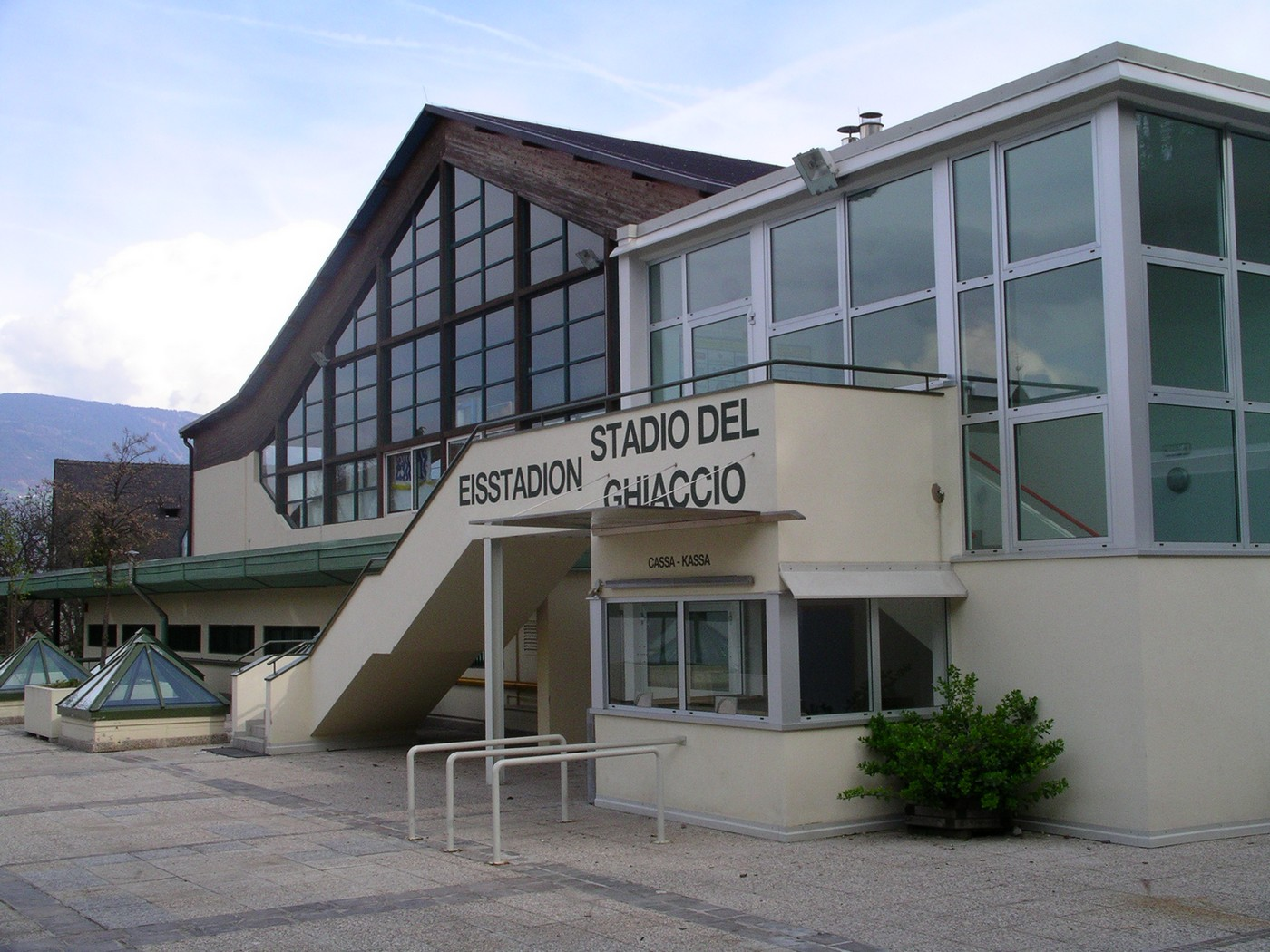
Естадіо Апп'яно
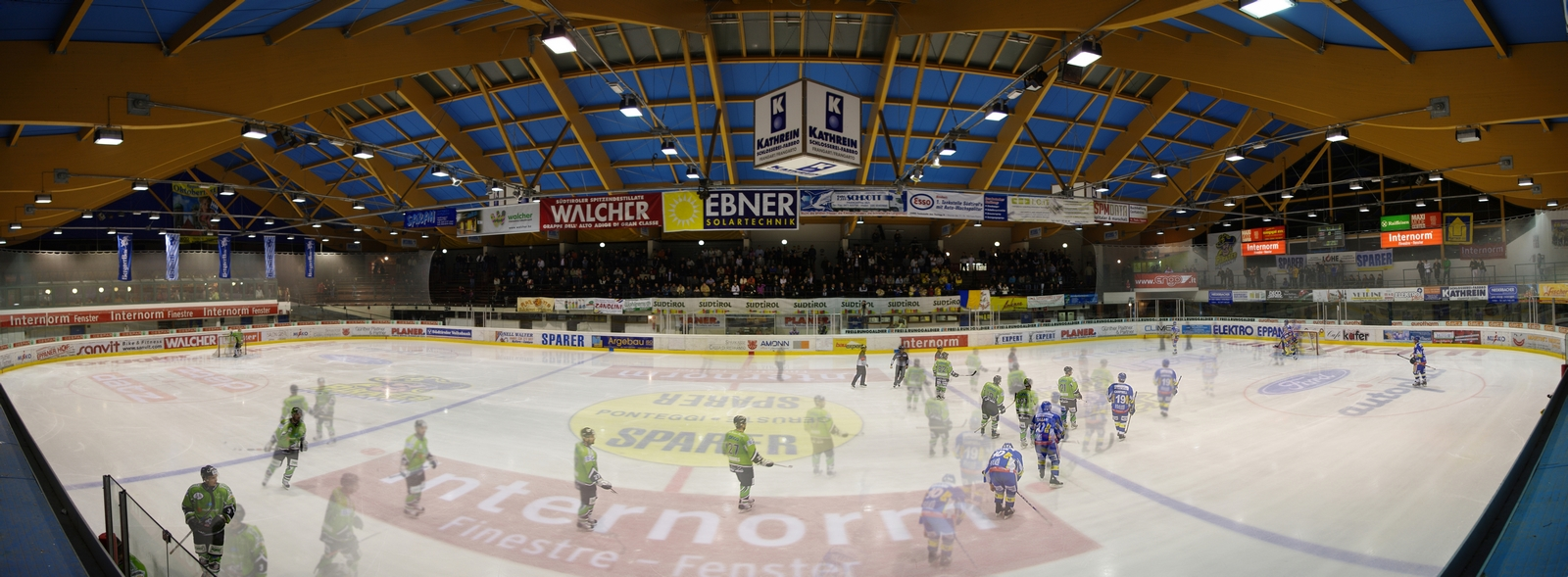
Стадіон під час матчу